# Foreste sempreverdi dei monti Daba
Le foreste sempreverdi dei monti Daba sono un'ecoregione dell'ecozona paleartica, definita dal WWF (codice ecoregione: PA0417), situata nella parte orientale della Cina. Forma, insieme alle  Foreste decidue dei monti Qin Ling e alle Foreste di latifoglie sempreverdi del bacino del Sichuan, la regione denominata  foreste temperate della Cina sudoccidentale, inclusa nella lista Global 200.

## Territorio
Le catene montuose dei Daba e dei Qinling costituiscono una delle aree più ricche di specie della Cina, e in passato sono state lo scenario di alcune appassionanti scoperte botaniche. Questi monti si estendono in direzione est-ovest e separano il bacino del Sichuan dalle pianure e dagli altopiani del loess della Cina settentrionale. Essi formano un'importante linea spartiacque tra i bacini dei due maggiori fiumi della Cina, il Fiume Azzurro (Yangtze) e il Fiume Giallo (Huang He). Questo bastione montuoso agisce inoltre come una barriera biogeografica che separa le foreste subtropicali (soprattutto sempreverdi) e le specie ad esse associate, a sud, dalle foreste temperate (soprattutto decidue), a nord. Oltre a questo, i Daba Shan consentono lo sviluppo di fitte foreste sempreverdi che ospitano molte specie endemiche, tra cui molte specie di alberi antiche e minacciate come l'abete d'acqua (Metasequoia glyptostroboides).
I Daba Shan sono costituiti da alcune catene più piccole che delimitano il margine nord-orientale del bacino del Sichuan e si estendono ad est verso la pianura dello Yangtze. I monti giocano un ruolo significativo sul clima della regione, rendendo più miti gli altrimenti rigidi inverni del bacino del Sichuan e della pianura del Fiume Giallo. In quanto il versante meridionale dei Daba Shan fronteggia le pianure situate a sud, queste montagne sono relativamente calde e umide e ospitano piante ed animali di origine subtropicale.

## Flora
Le montagne poco elevate ai piedi dei Daba Shan sono ricoperte da una foresta mista costituita da specie sempreverdi e decidue di querce (Quercus acutissima e Q. variabilis) e da una specie arborea della famiglia delle Lamiacee. Ad altitudini maggiori si sviluppano foreste di conifere subtropicali di pino rosso cinese (Pinus massoniana) e di pino di Armand (P. armandii).
Una delle aree di foresta più intatte si trova nella parte orientale dell'ecoregione, nella riserva naturale di Shennongjia (704 km²), sui versanti del monte omonimo (3100 m), un luogo rinomato per le sue piante medicinali e la fitta copertura forestale. Questa regione conserva ampi tratti di foresta primaria, tra le ultime rimaste in questa zona della Cina. La riserva di Shennongjia è ricca di piante vascolari: ne ospita più di 2600 specie, di cui 32 che godono di protezione a livello nazionale. Tra le specie più rappresentative vi sono l'albero dei fazzoletti (Davidia involucrata), il Tetracentron sinense, il falso albero di Giuda (Cercidiphyllum japonicum), l'Emmenopterys henryi e l'Eucommia ulmoides.
In questa ecoregione vivono tre specie di piante particolarmente rare. L'abete d'acqua (Metasequoia glyptostroboides) è il discendente di un genere di conifere sviluppatosi 100 milioni di anni fa ampiamente diffuso su tutto l'emisfero boreale fino al Cenozoico, circa 20 milioni di anni fa. Ritenuta estinta da molto tempo, ne vennero scoperti alcuni boschetti relitti sui Daba Shan negli anni quaranta. Oggi si ritiene che una popolazione molto più estesa di questa specie venne decimata durante le ere glaciali del Pleistocene, un po' come è avvenuto per la sequoia della California, un altro membro della famiglia delle Cupressacee. La specie è riuscita a sopravvivere al rigido clima del Pleistocene riparata sulle calde pendici rivolte a sud dei Daba Shan.
Stesso destino hanno subito l'albero dei fazzoletti (Davidia involucrata) e la conifera Taiwania cryptomerioides, entrambe specie molto primitive il cui areale si è enormemente ridotto durante le glaciazioni del Pleistocene. Tutte e tre queste specie sopravvivono sulle pendici meridionali del complesso montuoso dei Qinling e dei Daba Shan, e sono probabilmente riuscite a sopravvivere in quanto il luogo è riparato dalle rigide temperature invernali.

## Fauna

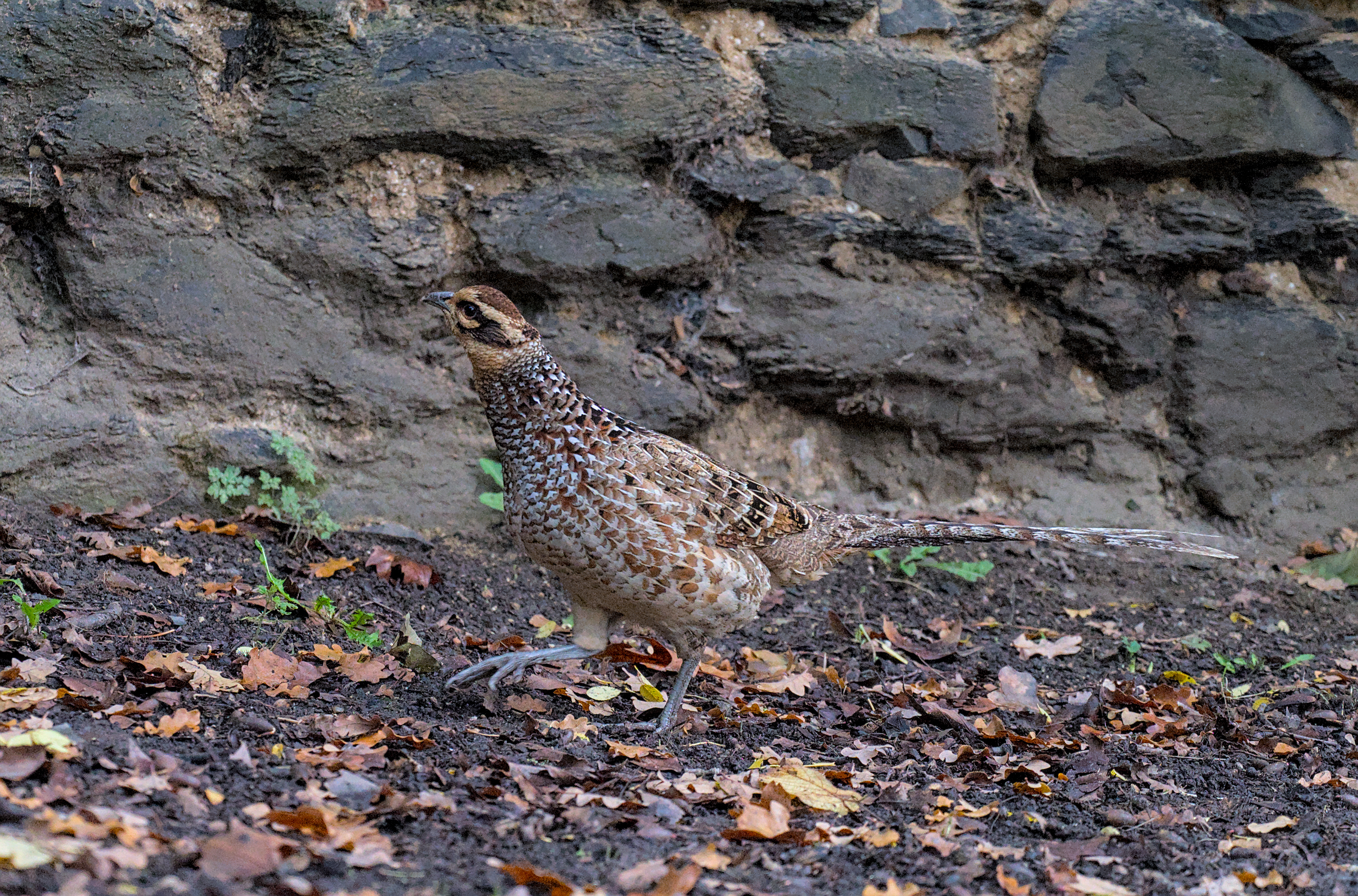
Un esemplare di fagiano venerato (Syrmaticus reevesii)

All'interno di questa ecoregione, il monte Shennongjia ospita alcune specie di mammiferi minacciate di estinzione, tra cui il rinopiteco dorato (Rhinopithecus roxellana), il leopardo (Panthera pardus) e il mosco nano (Moschus berezovskii). Anche il fagiano venerato (Syrmaticus reevesii) è presente nella regione. Alcuni mammiferi selvatici, come il cinghiale (Sus scrofa), l'orso dal collare (Ursus thibetanus) e il macaco reso (Macaca mulatta), spesso entrano in conflitto con gli uomini che vivono all'interno della riserva.

## Conservazione
La conversione della foresta all'agricoltura e la caccia e la raccolta di animali e piante selvatici hanno contribuito a ridurre la biodiversità delle montagne di tutta la Cina sud-occidentale. Situata in prossimità del bacino del Sichuan, una regione dalla florida economia con più di 100 milioni di abitanti, questa catena montuosa diverrà con il passare degli anni sempre più soggetta ad ulteriori livelli di sfruttamento.